# Parti progressiste démocrate saint-marinais
Le Parti progressiste démocrate saint-marinais (en italien Partito progressista democratico sammarinese, ou PPDS), était un parti politique saint-marinais, qui a existé de 1990  à 2001.

## Historique
Le Parti progressiste démocrate est fondé en 1990, lorsque le Parti communiste saint-marinais décide de s'auto-dissoudre et d'abandonner l'identité communiste ; le PC saint-marinais imite en cela la démarche du Parti communiste italien, qui avait laissé la place au Parti démocrate de la gauche. La minorité opposée à cette mue idéologique constitue ensuite de son côté la Refondation communiste saint-marinaise, imitant elle aussi la démarche des Italiens qui avaient créé le Parti de la refondation communiste. Alors que le Parti communiste avait, jusqu'en 1990, participé au gouvernement de Saint-Marin, le PPDS est rejeté dans l'opposition :  les élections législatives de 1993 et 1998 sont remportées par le Parti démocrate-chrétien saint-marinais et ses alliés socialistes. Le PPDS attire lors de ces scrutins 18,58, puis 18,64% des suffrages, et obtient à chaque fois 11 sièges au Grand Conseil général. En février 2000, Saint-Marin connaît une crise politique du fait du départ des socialistes du gouvernement : le mois suivant, une nouvelle coalition est formée, réunissant cette fois les démocrates-chrétiens, le Parti progressiste démocrate et les Réformistes démocrates. En mars 2001, le Parti progressiste démocrate fusionne avec les Réformistes démocrates et un autre groupe de tendance social-démocrate, Idées en mouvement, pour former le Parti des démocrates. Quatre ans plus tard, ce nouveau parti fusionne avec le Parti socialiste saint-marinais pour donner naissance au Parti des socialistes et des démocrates.